# Invalida (film)
Invalida (slovensky Invalid) je slovenská nekorektní černá filmová komedie z roku 2023 režírovaná Jonášem Karáskem podle scénáře Tomáše Dušičky. Film vypráví retrospektivně příběh opraváře Lacka, kterému se kvůli mafii začal sypat život pod rukama. Doprovázen svým novým přítelem Gabem, romským dobrákem, se rozhodne mafii postavit.

## Děj
Příběh se odehrává na slovenském maloměstě v divokých 90. letech, která předurčila i kulisy filmu. Těmi jsou typické šusťákové soupravy, barevná saka, videopůjčovny, videopřehrávače, obří magnetofony a kýčovitá hudba. Postavami příběhu je pak groteskní výběr postav soustředěný kolem hlavního hrdiny Laca.
Laco je hrdý údržbář v místním muzeu, kterému snadno ujedou nervy. A právě jednou takovou cholerickou příhodou film začíná, když Laco vyhodí svému synovi hlučný kazeťák z okna a syn odejde z domu. Když se snaží věci napravit, udobřit si syna a hlavně ženu, která už odmítá jeho výbuchy vzteku snášet, v rámci shánění nového kazeťáku se dostane do kontaktu s mafií, která ho okrade a hodí do kanálu.
Od smrti ho zachrání dobrácký Rom (ve filmu se objevuje pouze slovo cikán) Gabo, s kterým se postupně skamarádí. Laco, který je ale upoután po incidentu na vozíček, se potom rozhodne mafii pomstít. Laco vymýšlí plán pomsty a do věci se začíná zaplétat i mafií zkorumpovaný starosta, který z muzea ukradne Štefánikovu čepici. Film uzavírá masakr v muzeu, který přežije ze všech zainteresovaných právě jen Laco a Gabo.
Film je ale vyprávěn retrospektivně a divák se dozvídá tento příběh postupně pomocí vyprávění jeho přítele, zmíněného cikána Gaba v uniformě SS při výslechu na policii. Tam se dostává po tom, co ho zásahová jednotka najde jako jediného přeživšího ve změti těl v muzeu.
Gabo, postava přiznaně inspirovaná Švejkem, má dobráckou, vlídnou, až naivní tvář a ve vyprávění se nejvíce soustředí na věci, které policisté považují za nesouvisející. Laco nikam nespěchá a vyšetřovatelům přezdívajícím si Dempsey (starší) a Makepeaceová pomalu tečou nervy. Postupně ale začíná příběh do sebe zapadat a nakonec se i vyjeví, proč Gabo vyprávěl příběh tak obšírně a kam tím směřuje. Šlo mu především o to, prokázat kamarádovu nevinu.

## Provedení
Jazykem postav se film přibližuje hovorové řeči nebo argotu, dialogy mají velmi vulgární ráz. Laděním a způsobem vyprávění film odkazuje na rané gangsterky Guye Ritchieho. Komedie se rozjíždí pozvolna, ale od poloviny nabírá tempo a divák se baví čím dál víc. Divákovy sympatie si získává především absurdním dějem s vtipně vymyšlenou pomstou, nekorektností, nikoliv však rasismem, a přirozeně působící, přesto za vlasy přitaženou politickou satirou. A nakonec také přátelstvím, které by bez takto absurdního dění asi nikdy nevzniklo, přitom se ale stane tím nejpevnějším, co obě postavy v životě potkalo.
Film podbarvuje divoká hudba ve stylu Kusturicových „cikánských“ filmů. Snímek hraje výraznými barvami a jednotlivé perspektivy příběhu spojuje vynalézavý střih. Závěrečná akční scéna v muzeu připomíná hollywoodské trháky.

## Vážné pozadí
Snímek se odráží od tragické reality 90. let na Slovensku a stylizace do nich dobře zapadá. Tvůrci vystihují jejich negativní rysy, které ale podávají se satirickou nadsázkou, takže vážnější nóta absentuje. Inspirací při psaní scénáře byly skutečné tragické příběhy tzv. „mafiánského kapitalismu“ této doby, například případ muže, který spadl do kanálu s ukradeným poklopem a zůstal tam zraněný 2 dny, načež mu zůstaly doživotní následky, nebo případ podvodného inzerátu na drahé rádio, který skončil zavražděním podvedeného. Samotná podstata dějů je tedy sice vážná, ale tvůrci ji líčí v groteskní nadsázce, která nikoho nešetří.
Přesto ale zůstává v groteskní komedii i přesah směrem k dnešku, kdy se v příběhu objevuje populistický zkorumpovaný starosta slibující vyřešení „romské otázky“. Tedy stejný typ politika, jaký už u moci ve slovenských 90. letech byl, nebo se k moci snaží znovu dostat. Stejně tak je film vlastně i kritikou tehdejšího nesnadného postavení vozíčkářů, na které není brán dostatečný ohled teď, natož v devadesátých letech. A snímek také ironizuje stereotypy o Romech, které byly populární opět hlavně v 90. letech.

## Premiéra
Film byl poprvé uveden na Slovensku 9. února 2023. V Česku měl premiéru 20. dubna 2023 a 26. července 2023 ho uvedl ve své streamovací službě Netflix.

## Ohlasy
Podle reakcí kritiky i diváků na Slovensku měl film velký úspěch. Někteří se vyjadřovali ve smyslu, že jde o nejlepší slovenský film v posledních letech a zazněl i názor, že je to vůbec nejlepší slovenská komedie, která vznikla po roce 1989.
V českých kinech byl film návštěvností spíše zklamáním, když ho vidělo během prvního týdne 7 000 diváků a celkově okolo 20 000. Vzápětí se ale stal hitem na Netflixu, kde držel mezi slovenskými diváky první pozice a mezi českými byl v první desítce sledovanosti.

## Obsazení
- Gregor Hološka – Laco Hunder[1]
- Zdeněk Godla – Gabo[2]
- Ivo Gogál a Daniel Fischer – vyšetřovatelé Kaiser (starší) a Fin[4]
- Helena Krajčiová – Lacova žena Zdena
- Sväťo Malachovský – mafií zkorumpovaný starosta
- Sáva Popovič – hlavní mafián

Z vedlejších rolí
- Rytmus – jeden z mafiánů[1]
- Majk Spirit a Vec – policisté[1]

## Hodnocení
- Věra Míšková, Novinky.cz, 75 %[2]
- Martin Mažári, Totalfilm.cz, 3,5/5[6]
- Rimsy, Moviezone.cz, 7/10[5]
- Marek Čech, AVmania.cz, 7/10[4]
- Marek Čech, AVmania.cz, 7/10[9]

## Doprovodná díla
Rytmus a Igor Kmeťo nazpívali k filmu romskojazyčnou verzi hitu Úsmev skupiny Modus.